# Saint-Firmin-des-Bois
Pour les articles homonymes, voir Saint-Firmin.
Saint-Firmin-des-Bois est une commune française, située dans le département du Loiret en région Centre-Val de Loire.

## Géographie

### Situation
La commune de Saint-Firmin-des-Bois se trouve dans le quadrant nord-est du département du Loiret, dans la région agricole du Gâtinais pauvre. À vol d'oiseau, elle se situe à 75,2 km  d'Orléans, préfecture du département, à 12,9 km de Montargis, sous-préfecture, et à 3,8 km de Château-Renard, ancien chef-lieu du canton dont dépendait la commune avant mars 2015. La commune fait partie du bassin de vie de Château-Renard.
Les communes les plus proches sont : Château-Renard (3,8 km), Saint-Germain-des-Prés (4,9 km), Gy-les-Nonains (5 km), La Selle-en-Hermoy (5,1 km), Chuelles (5,6 km), Triguères (6,2 km), Thorailles (6,4 km), La Chapelle-Saint-Sépulcre (7,5 km), Louzouer (8,2 km) et Melleroy (8,5 km).

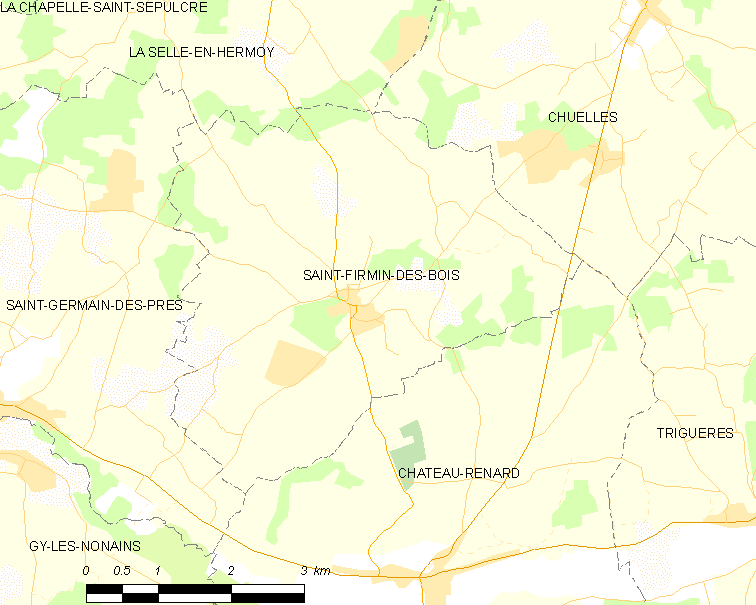
Carte de la commune de Saint-Firmin-des-Bois et des communes limitrophes.

### Géologie et relief

#### Géologie
La commune se situe dans le sud du Bassin parisien, le plus grand des trois bassins sédimentaires français. Cette vaste dépression, occupée dans le passé par des mers peu profondes et des lacs, a été comblée, au fur et à mesure que son socle s’affaissait, par des sables et des argiles, issus de l’érosion des reliefs alentours, ainsi que des calcaires d’origine biologique, formant ainsi une succession de couches géologiques.
Les couches affleurantes sur le territoire communal sont constituées de formations superficielles du Quaternaire et de roches sédimentaires datant du Cénozoïque, l'ère géologique la plus récente sur l'échelle des temps géologiques, débutant il y a 66 millions d'années, et du Mésozoïque, anciennement appelé Ère secondaire, qui s'étend de −252,2 à −66,0 Ma. La formation la plus ancienne est de la craie blanche à silex remontant à la période Crétacé. La formation la plus récente est des alluvions et colluvions du fond des vallées secondaires remontant à l’époque Holocène de la période Quaternaire. Le descriptif de ces couches est détaillé dans  la feuille « n° 366 - Courtenay » de la carte géologique au 1/50 000ème du département du Loiret, et sa notice associée.

Carte géologique de la commune.

|  | FC : | alluvions et colluvions du fond des vallées secondaires, Holocène |

|  | qCS : | colluvions à silex de versant, Quaternaires |
|  | qOE : | Limons et Loess, Quaternaire                |

|  | e4PN : | poudingue de Nemours, Paléocène-Éocène inférieur |

|  | e1-4Rc : | complexe argilo-sableux à silex = argiles à silex, Paléocène-Éocène inférieur |

|  | c4Cr : | craie blanche à silex, Santonien |

#### Relief
La superficie cadastrale de la commune publiée par l’Insee, qui sert de références dans toutes les statistiques, est de 19,05 km2,. La superficie géographique, issue de la BD Topo, composante du Référentiel à grande échelle produit par l'IGN, est quant à elle de 19,03 km2. L'altitude du territoire varie entre 118 m et 179 m.

### Climat
Pour des articles plus généraux, voir Climat du Centre-Val de Loire et Climat du Loiret.
En 2010, le climat de la commune est de type climat océanique dégradé des plaines du Centre et du Nord, selon une étude du CNRS s'appuyant sur une série de données couvrant la période 1971-2000. En 2020, Météo-France publie une typologie des climats de la France métropolitaine dans laquelle la commune est exposée à un climat océanique altéré et est dans la région climatique Nord-est du bassin Parisien, caractérisée par un ensoleillement médiocre, une pluviométrie moyenne régulièrement répartie au cours de l’année et un hiver froid (3 °C).
Pour la période 1971-2000, la température annuelle moyenne est de 10,6 °C, avec une amplitude thermique annuelle de 15,8 °C. Le cumul annuel moyen de précipitations est de 742 mm, avec 11,7 jours de précipitations en janvier et 7,3 jours en juillet. Pour la période 1991-2020, la température moyenne annuelle observée sur la station météorologique de Météo-France la plus proche, sur la commune d'Amilly à 10 km à vol d'oiseau, est de 11,7 °C et le cumul annuel moyen de précipitations est de 642,8 mm,. Pour l'avenir, les paramètres climatiques de la commune estimés pour 2050 selon différents scénarios d'émission de gaz à effet de serre sont consultables sur un site dédié publié par Météo-France en novembre 2022.

### Milieux naturels et biodiversité
L’inventaire des zones naturelles d'intérêt écologique, faunistique et floristique (ZNIEFF) a pour objectif de réaliser une couverture des zones les plus intéressantes sur le plan écologique, essentiellement dans la perspective d’améliorer la connaissance du patrimoine naturel national et de fournir aux différents décideurs un outil d’aide à la prise en compte de l’environnement dans l’aménagement du territoire. Le territoire communal de Saint-Firmin-des-Bois ne comprend pas de ZNIEFF.

## Histoire

### Héraldique
| Blason de Saint-Firmin-des-Bois' | Les armes de Saint-Firmin-des-Bois se blasonnent ainsi : Parti : au premier d'azur à la gerbe de blé d'or, au second d'argent à l'arbre arraché de gueules ; à la crosse contournée d'or brochant sur la partition. |

## Urbanisme

### Typologie
Au 1er janvier 2024, Saint-Firmin-des-Bois est catégorisée commune rurale à habitat dispersé, selon la nouvelle grille communale de densité à sept niveaux définie par l'Insee en 2022.
Elle est située hors unité urbaine et hors attraction des villes,.

### Occupation des sols
L'occupation des sols de la commune, telle qu'elle ressort de la base de données européenne d’occupation biophysique des sols Corine Land Cover (CLC), est marquée par l'importance des territoires agricoles (86,5 % en 2018), une proportion sensiblement équivalente à celle de 1990 (86,6 %). La répartition détaillée en 2018 est la suivante : 
terres arables (80,9 %), forêts (10,2 %), zones agricoles hétérogènes (5,6 %), zones urbanisées (3,3 %).
L'évolution de l’occupation des sols de la commune et de ses infrastructures peut être observée sur les différentes représentations cartographiques du territoire : la carte de Cassini (XVIIIe siècle), la carte d'état-major (1820-1866) et les cartes ou photos aériennes de l'IGN pour la période actuelle (1950 à aujourd'hui).

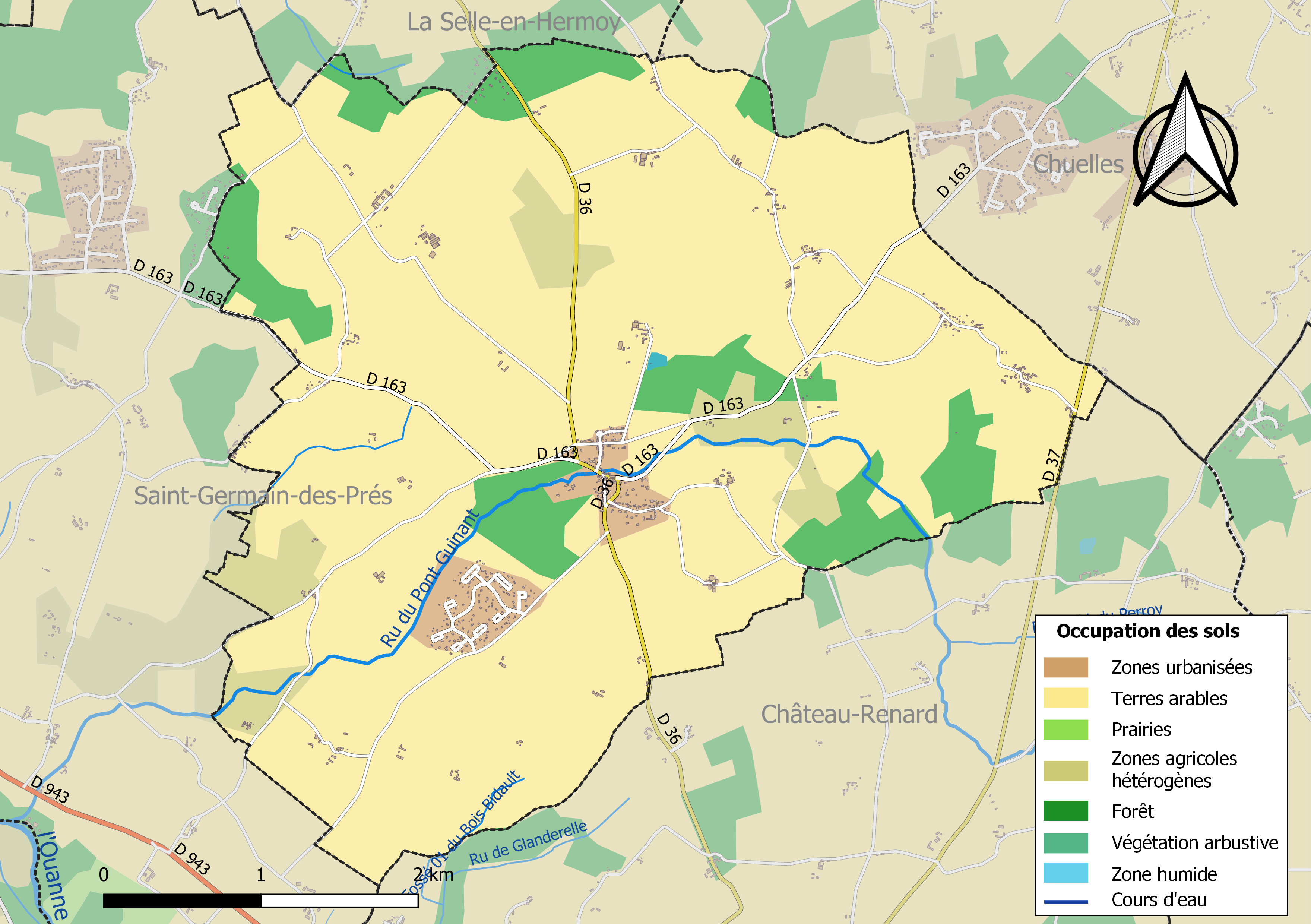
Carte des infrastructures et de l'occupation des sols de la commune en 2018 (CLC).
Carte orthophotographique de la commune en 2016.

### Planification
Le conseil municipal prescrit l'élaboration d'une carte communale le 10 juin 2006, mais la procédure n'aboutit pas.

### Voies de communication et transports

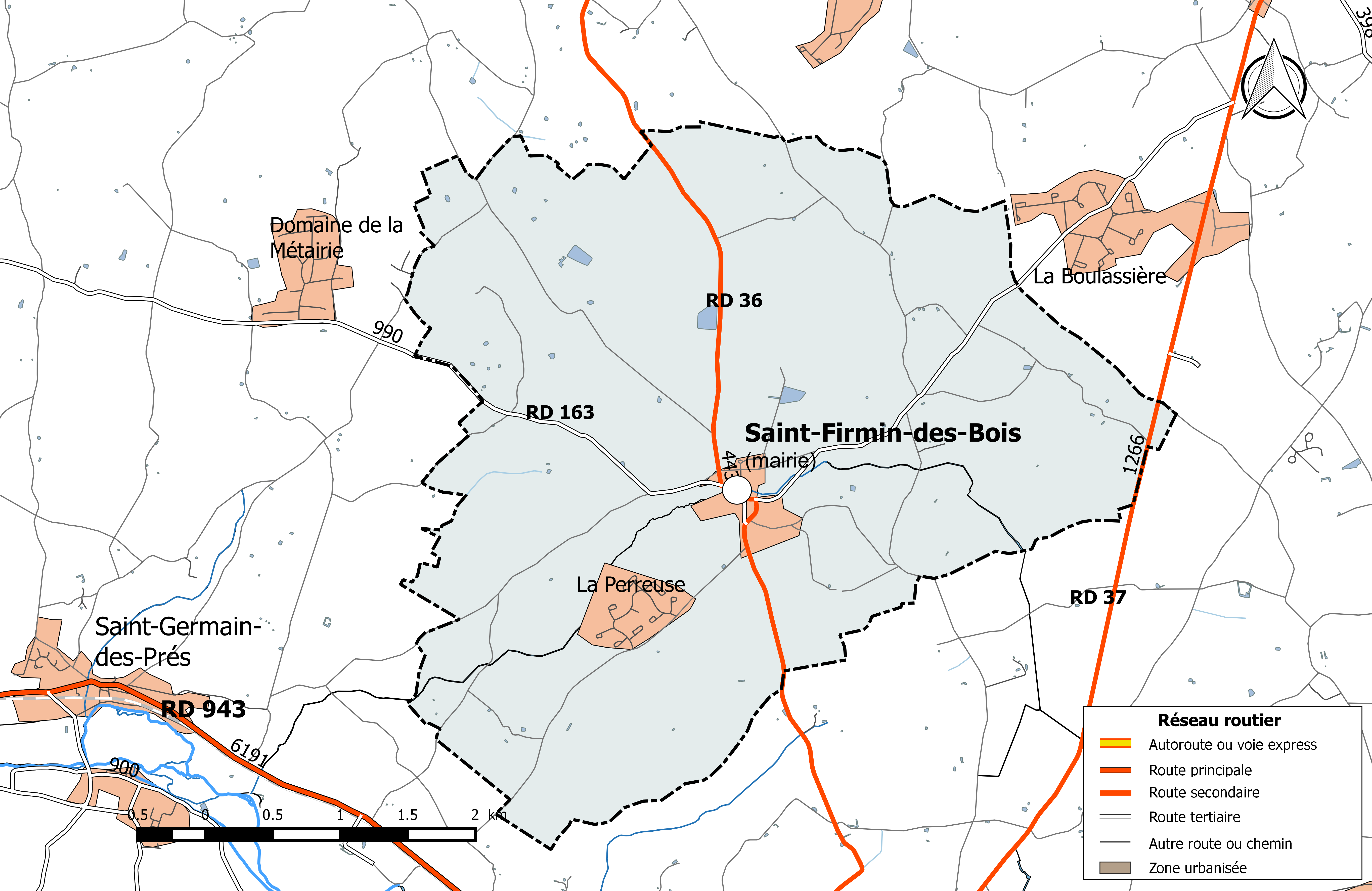
Réseau routier principal de la commune de Saint-Firmin-des-Bois (avec indication du trafic routier 2014).

#### Infrastructures routières
La commune est traversée par trois routes départementales à faible trafic : la RD 36 (443 véhicules/jour), qui relie Château-Renard à Bazoches-sur-le-Betz, la RD 37 (1 266 véhicules/jour), qui relie Châtillon-Coligny à Saint-Hilaire-les-Andrésis et la RD 163 (990 véhicules/jour), qui relie Montargis à Chuelles.

#### Transports en commun
Aucune ligne régulière du réseau Ulys, le réseau interurbain de transport par autocar du Conseil départemental du Loiret, ne dessert la commune. Par contre la commune bénéficie du service Ulys Proximité qui emmène les usagers de la commune vers un arrêt desservi par la ligne régulière la plus proche. À compter du 1er janvier 2017, la compétence des services de transports routiers interurbains, réguliers et à la demande est transférée des départements aux régions, et donc localement du département du Loiret à la région Centre-Val de Loire, consécutivement à la loi NOTRe du 7 août 2015.

### Risques majeurs
La commune de Saint-Firmin-des-Bois est vulnérable à différents aléas naturels : climatiques (hiver exceptionnel ou canicule), mouvements de terrains ou sismique (sismicité très faible). 
Entre 1989 et 2019, deux arrêtés ministériels ayant porté reconnaissance de catastrophe naturelle ont été pris pour le territoire de la commune  pour des inondations et coulées de boues.
Le territoire de la commune peut être concerné par un risque d'effondrement de cavités souterraines non connues. Une cartographie départementale de l'inventaire des cavités souterraines et des désordres de surface a été réalisée. Il a été recensé sur la commune plusieurs effondrements de cavités.
Par ailleurs le sol du territoire communal peut faire l'objet de mouvements de terrain liés à la sécheresse. Le phénomène de retrait-gonflement des argiles est la conséquence d'un changement d'humidité des sols argileux. Les argiles sont capables de fixer l'eau disponible mais aussi de la perdre en se rétractant en cas de sécheresse. Ce phénomène peut provoquer des dégâts très importants sur les constructions (fissures, déformations des ouvertures) pouvant rendre inhabitables certains locaux. Celui-ci a particulièrement affecté le Loiret après la canicule de l'été 2003. Une grande partie du territoire de la commune est exposée à un aléa « moyen » face à ce risque, selon l'échelle définie par le Bureau de recherches géologiques et minières (BRGM).
Depuis le 22 octobre 2010, la France dispose d’un nouveau zonage sismique divisant le territoire national en cinq zones de sismicité croissante. La commune, à l’instar de l’ensemble du département,  est concernée par un risque très faible.

## Politique et administration

### Découpage territorial

#### Bloc communal: Commune et intercommunalités
La paroisse et bourg de Saint-Firmin-des-Bois acquiert le statut de municipalité avec le  décret du 12 novembre 1789 de l'Assemblée Nationale puis celui de « commune », au sens de l'administration territoriale actuelle, par le décret de la Convention nationale du 10 brumaire an II (31 octobre 1793). Il faut toutefois attendre la loi du 5 avril 1884 sur l'organisation municipale pour qu'un régime juridique uniforme soit défini pour toutes les communes de France, point de départ de l’affirmation progressive des communes face au pouvoir central.
Aucun événement de restructuration majeure du territoire, de type suppression, cession ou réception de territoire, n'a affecté la commune depuis sa création.
Le 1er décembre 2009, un arrêté préfectoral transforme le SIVOM du canton de Château-Renard, créé le 2 avril 1968, en Communauté de Communes de Château-Renard qui comprend dix communes dont Saint-Firmin-des-Bois. La commune appartient à d'autres établissements publics de coopération intercommunale, de type syndicats ou autres regroupements intercommunaux. Le découpage territorial de ces structures est en constante évolution dans une perspective de rationalisation et d'efficience des services.
Le  1er janvier 2017, la communauté de communes du Betz et de la Cléry (CCBC) et la communauté de communes de Château-Renard (CCCR) fusionnent pour donner naissance à la communauté de communes de la Cléry, du Betz et de l'Ouanne (3CBO). À l’occasion de cette fusion, le Syndicat d’Aménagement Rural (SAR) de Château-Renard et Courtenay, totalement inclus dans le périmètre de la 3CBO, fait partie intégrante de la nouvelle entité créée.

#### Personnalités élues par circonscription électorale de rattachement
Au-delà du maire, premier magistrat administrant la commune, les personnalités élues dont le mandat est relatif à une collectivité à laquelle est rattachée la commune de Saint-Firmin-des-Bois et représentant donc le territoire communal au sein de chacune de ces collectivités  sont les suivantes :
| Élections       | Élections                     | Circonscription électorale                          | Élu de la circonscription       | Élu de la circonscription | Élu de la circonscription | Élu de la circonscription |
| Niveau          | Type                          | Circonscription électorale                          | Titre                           | Nom                       | Début de mandat           | Fin de mandat             |
| --------------- | ----------------------------- | --------------------------------------------------- | ------------------------------- | ------------------------- | ------------------------- | ------------------------- |
| Groupe communal | Municipales et communautaires | Commune de Saint-Firmin-des-Bois                    | Maire                           | Luc Clement               | 2014                      | 2020                      |
| Groupe communal | Municipales et communautaires | Communauté de communes Canaux et Forêts en Gâtinais | Président de l'intercommunalité | Albert Février            | 2017                      | 2020                      |
| Département     | Départementales               | Canton de Courtenay                                 | Conseillère départementale      | Corinne Melzassard        | 29 mars 2015              | 2021                      |
| Département     | Départementales               | Canton de Courtenay                                 | Conseiller départemental        | Frédéric Néraud           | 29 mars 2015              | 2021                      |
| Région          | Régionales                    | Région Centre-Val de Loire                          | Président du conseil régional   | François Bonneau          | 18 décembre 2015          | 2021                      |
| Pays            | Législatives                  | 4e circonscription                                  | Député                          | Jean-Pierre Door          | 18 juin 2017              | juin 2022                 |

#### Circonscriptions de rattachement
Sous l'Ancien Régime, à la veille des États généraux de 1789, la paroisse de Saint-Firmin-des-Bois était rattachée sur le plan ecclésiastique de l'ancien diocèse de Sens et sur le plan judiciaire au bailliage de Montargis.
La loi du 22 décembre 1789 divise le pays en 83 départements découpés chacun en six à neuf districts eux-mêmes découpés en cantons regroupant des communes. Les districts, tout comme les départements, sont le siège d’une administration d’État et constituent à ce titre des circonscriptions administratives. La commune de Saint-Firmin-des-Bois est alors incluse dans le canton de Chateaurenard, le district de Montargis et le département du Loiret.
La recherche d’un équilibre entre la volonté d’organiser une administration dont les cadres permettent l’exécution et le contrôle des lois d’une part, et la volonté d’accorder une certaine autonomie aux collectivités de base (paroisses, bourgs, villes) d’autre part, s’étale de 1789 à 1838. Les découpages territoriaux évoluent ensuite au gré des réformes visant à décentraliser ou recentraliser l'action de l'État. La régionalisation fonctionnelle des services de l'État (1945-1971) aboutit à la création de régions. L'acte I de la décentralisation de 1982-1983 constitue une étape importante en donnant l'autonomie aux collectivités territoriales, régions, départements et communes. L'acte II intervient en 2003-2006, puis l'acte III en 2012-2015.
Le tableau suivant présente les rattachements, au niveau infra-départemental, de la commune de Saint-Firmin-des-Bois aux différentes circonscriptions administratives et électorales ainsi que l'historique de l'évolution de leurs territoires.
| Circonscription             | Nom                | Période   | Type                         | Évolution du découpage territorial |
| --------------------------- | ------------------ | --------- | ---------------------------- | --- |
| District                    | Montargis          | 1790-1795 | Administrative               | La commune est rattachée au district de Montargis de 1790 à 1795,. La Constitution du 5 fructidor an III, appliquée à partir de vendémiaire an IV (1795) supprime les districts, rouages administratifs liés à la Terreur, mais maintient les cantons qui acquièrent dès lors plus d'importance. |
| Canton                      | Chateaurenard      | 1790-1801 | Administrative et électorale | Le 10 février 1790, la municipalité de Saint-Firmin-des-Bois est rattachée au canton de Chateaurenard qui comprend sept municipalités. Les cantons acquièrent une fonction administrative avec la disparition des districts en 1795. |
| Canton                      | Château-Renard     | 1801-2015 | Administrative et électorale | Sous le Consulat, un redécoupage territorial visant à réduire le nombre de justices de paix ramène le nombre de cantons dans le Loiret de 59 à 31. Saint-Firmin-des-Bois est alors rattachée par arrêté du 9 vendémiaire an X (30 septembre 1801) au canton de Château-Renard qui comprend désormais dix communes,. |
| Canton                      | Courtenay          | 2015-     | Électorale                   | La loi du 17 mai 2013 et ses décrets d'application publiés en février et mars 2014 introduisent un nouveau découpage territorial pour les élections départementales. La commune est alors rattachée au nouveau canton de Courtenay. Depuis cette réforme, plus aucun service de l'État n'exerce sa compétence sur un territoire s'appuyant sur le nouveau découpage cantonal. Le canton a disparu en tant que circonscription administrative de l'État ; il est désormais uniquement une circonscription électorale dédiée à l'élection d'un binôme de conseillers départementaux siégeant au conseil départemental. |
| Arrondissement              | Montargis          | 1801-     | Administrative               | Saint-Firmin-des-Bois est rattachée à l'arrondissement de Montargis depuis sa création en 1801,. |
| Circonscription législative | 4e circonscription | 2010-     | Électorale                   | Lors du découpage législatif de 1986, le nombre de circonscriptions législatives passe dans le Loiret de 4 à 5. Un nouveau redécoupage intervient en 2010 avec la loi du 23 février 2010. En attribuant un siège de député « par tranche » de 125 000 habitants, le nombre de circonscriptions par département varie désormais de 1 à 21,. Dans le Loiret, le nombre de circonscriptions passe de cinq à six. La réforme n'affecte pas Saint-Firmin-des-Bois qui reste rattachée à la quatrième circonscription. |

#### Collectivités de rattachement
La commune de Saint-Firmin-des-Bois est rattachée au département du Loiret et à la région Centre-Val de Loire, à la fois circonscriptions administratives de l'État et collectivités territoriales.

### Politique et administration municipales

#### Conseil municipal et maire
Depuis les élections municipales de 2014, le conseil municipal  de Saint-Firmin-des-Bois, commune de moins de 1 000 habitants, est élu au scrutin majoritaire plurinominal à deux tours, les électeurs pouvant modifier les listes, panacher, ajouter ou supprimer des candidats sans que le vote soit nul,  pour un mandat de six ans renouvelable. Il est composé de 15 membres. L'exécutif communal, est constitué par le maire, élu par le conseil municipal, parmi ses membres, pour un mandat de six ans, c'est-à-dire pour la durée du mandat du conseil.
| Période                                  | Période  | Identité               | Étiquette    | Qualité                              |
| ---------------------------------------- | -------- | ---------------------- | ------------ | ------------------------------------ |
| 1802                                     | ?        | François-Firmin Fricot | Modérantisme | Député et consul de France           |
| mars 2001                                | ?        | Francine De Wilde      |              |                                      |
| mars 2014                                | mai 2020 | Luc Clement            |              | Retraité agricole                    |
| mai 2020                                 | En cours | Francine de Wilde,     |              | Agricultrice sur petite exploitation |
| Les données manquantes sont à compléter. |          |                        |              |                                      |

## Équipements et services

### Environnement

#### Gestion des déchets
En 2016, la commune est membre du syndicat d'aménagement rural (SAR) des cantons de Courtenay et Château-Renard. Celui-ci assure la collecte et le traitement des ordures ménagères résiduelles en porte à porte, des emballages ménagers recyclables, des journaux-magazines et du verre en points d’apport volontaire. Un réseau de trois déchèteries accueille les encombrants et autres déchets spécifiques (déchets verts, déchets dangereux, gravats, ferrailles, cartons, cartouches/capsules, déchets dangereux). La déchèterie la plus proche est située sur la commune de Château-Renard. Le SAR n’assure pas le traitement, ni la valorisation des déchets collectés qui sont effectués par le SMIRTOM et différents prestataires. Le SMIRTOM de Montargis procède à l'élimination et la valorisation énergétique des déchets ménagers dans l'unité d'Amilly, construite en 1969. Une convention de délégation du service public de traitement a été conclue en 2013 avec la société Novergie Centre, filiale énergie du Groupe Suez pour la valorisation énergétique des déchets.
Depuis le 1er janvier 2017, la « gestion des déchets ménagers » ne fait plus partie des compétences de la commune mais est une compétence obligatoire de la communauté de communes de la Cléry, du Betz et de l'Ouanne (3CBO) en application de la loi NOTRe du 7 août 2015. À l'occasion de la création de la 3CBO, le Syndicat d’Aménagement Rural (SAR) de Château-Renard et Courtenay, totalement inclus dans le périmètre de cette nouvelle structure, est dissout par arrêté préfectoral du 28 décembre 2016 et les personnels, biens et équipements font désormais partie intégrante de la nouvelle communauté de communes.

#### Production et distribution d'eau
Le service public d’eau potable est une compétence obligatoire des communes depuis l’adoption de la loi du 30 décembre 2006 sur l’eau et les milieux aquatiques. Au 31 décembre 2016, la production et la distribution de l'eau potable sur le territoire communal sont assurées par le syndicat intercommunal d'alimentation en eau potable de Château-Renard, un syndicat créé en 1949 desservant six communes : Château-Renard, Conflans-sur-Loing, Gy-les-Nonains, Melleroy, Saint-Firmin-des-Bois, Saint-Germain-des-Prés,,.
La loi NOTRe du 7 août 2015 prévoit que le transfert des compétences « eau et assainissement » vers les communautés de communes sera obligatoire à compter du 1er janvier 2020. Le transfert d’une compétence entraîne  de  facto la mise à disposition gratuite de plein droit des biens, équipements et services publics utilisés, à la date du transfert, pour l'exercice de ces compétences et la substitution de la communauté dans les droits et obligations des communes,.
Le « prix de l’eau » doit permettre de financer l’ensemble des investissements (mise en place de nouveaux ouvrages, mise aux normes du patrimoine existant, renouvellement du patrimoine, etc.) mais aussi les frais de fonctionnement du service (frais de personnel du service, électricité, produits de traitement, renouvellement du matériel, analyses, élimination des déchets, etc.). L'observatoire national des services d'eau et d'assainissement publie la description actualisée des services publics d'eau potable et d'assainissement, qu’il s’agisse de leur organisation, de leur tarif ou de leur performance. Le prix au m3 est calculé pour une consommation annuelle de 120 m3 (référence INSEE).
| Domaine     | Commune               | 2010 | 2011 | 2012 | 2013 | 2014 | 2015 |
| ----------- | --------------------- | ---- | ---- | ---- | ---- | ---- | ---- |
| Eau potable | Saint-Firmin-des-Bois | 1,81 | 1,86 | 2,06 | 2,07 | 2,13 | 2,21 |
| Eau potable | Loiret                | 1,76 | 1,7  | 1,66 | 1,69 |      |      |
| Eau potable | France                | 1,93 | 1,96 | 2,00 | 2,03 |      |      |

#### Assainissement
La compétence assainissement, qui recouvre obligatoirement la collecte, le transport et l’épuration des eaux usées, l’élimination des boues produites, ainsi que le contrôle des raccordements aux réseaux publics de collecte, est assurée  par la commune elle-même.
La commune est raccordée à une station d'épuration située sur le territoire communal, mise en service le 1er janvier 1985 et dont la capacité nominale de traitement est de  500 EH, soit 100 m3/jour. Cet équipement utilise un procédé d'épuration biologique dit « à boues activées »,.
L’assainissement non collectif (ANC) désigne les installations individuelles de traitement des eaux domestiques qui ne sont pas desservies par un réseau public de collecte des eaux usées et qui doivent en conséquence traiter elles-mêmes leurs eaux usées avant de les rejeter dans le milieu naturel. Le Syndicat mixte d'Aménagement Rural des cantons de Courtenay et de Château-Renard a créé un service public d'assainissement non collectif (SPANC) qui a pour missions la vérification de la conception et de l’exécution des ouvrages pour les installations neuves ou réhabilitées et la vérification périodique du bon fonctionnement et de l’entretien des installations existantes,. Depuis le 1er janvier 2017, le SPANC est assuré par la 3CBO, dont la création a été accompagnée de la dissolution du Syndicat d’Aménagement Rural (SAR) de Château-Renard et Courtenay.

## Population et société

### Démographie
L'évolution du nombre d'habitants est connue à travers les recensements de la population effectués dans la commune depuis 1793. Pour les communes de moins de 10 000 habitants, une enquête de recensement portant sur toute la population est réalisée tous les cinq ans, les populations de référence des années intermédiaires étant quant à elles estimées par interpolation ou extrapolation. Pour la commune, le premier recensement exhaustif entrant dans le cadre du nouveau dispositif a été réalisé en 2006.
En 2022, la commune comptait 498 habitants, en évolution de +6,41 % par rapport à 2016 (Loiret : +1,89 %, France hors Mayotte : +2,11 %).
| 1793 | 1800 | 1806 | 1821 | 1831 | 1836 | 1841 | 1846 | 1851 |
| ---- | ---- | ---- | ---- | ---- | ---- | ---- | ---- | ---- |
| 300  | 512  | 450  | 534  | 574  | 589  | 550  | 558  | 571  |

| 1856 | 1861 | 1866 | 1872 | 1876 | 1881 | 1886 | 1891 | 1896 |
| ---- | ---- | ---- | ---- | ---- | ---- | ---- | ---- | ---- |
| 578  | 591  | 633  | 679  | 591  | 535  | 548  | 557  | 518  |

| 1901 | 1906 | 1911 | 1921 | 1926 | 1931 | 1936 | 1946 | 1954 |
| ---- | ---- | ---- | ---- | ---- | ---- | ---- | ---- | ---- |
| 513  | 485  | 476  | 381  | 379  | 395  | 371  | 347  | 356  |

| 1962 | 1968 | 1975 | 1982 | 1990 | 1999 | 2006 | 2011 | 2016 |
| ---- | ---- | ---- | ---- | ---- | ---- | ---- | ---- | ---- |
| 327  | 267  | 272  | 281  | 362  | 419  | 460  | 504  | 468  |

| 2021 | 2022 | - | - | - | - | - | - | - |
| ---- | ---- | - | - | - | - | - | - | - |
| 482  | 498  | - | - | - | - | - | - | - |

## Patrimoine

### Lieux et monuments

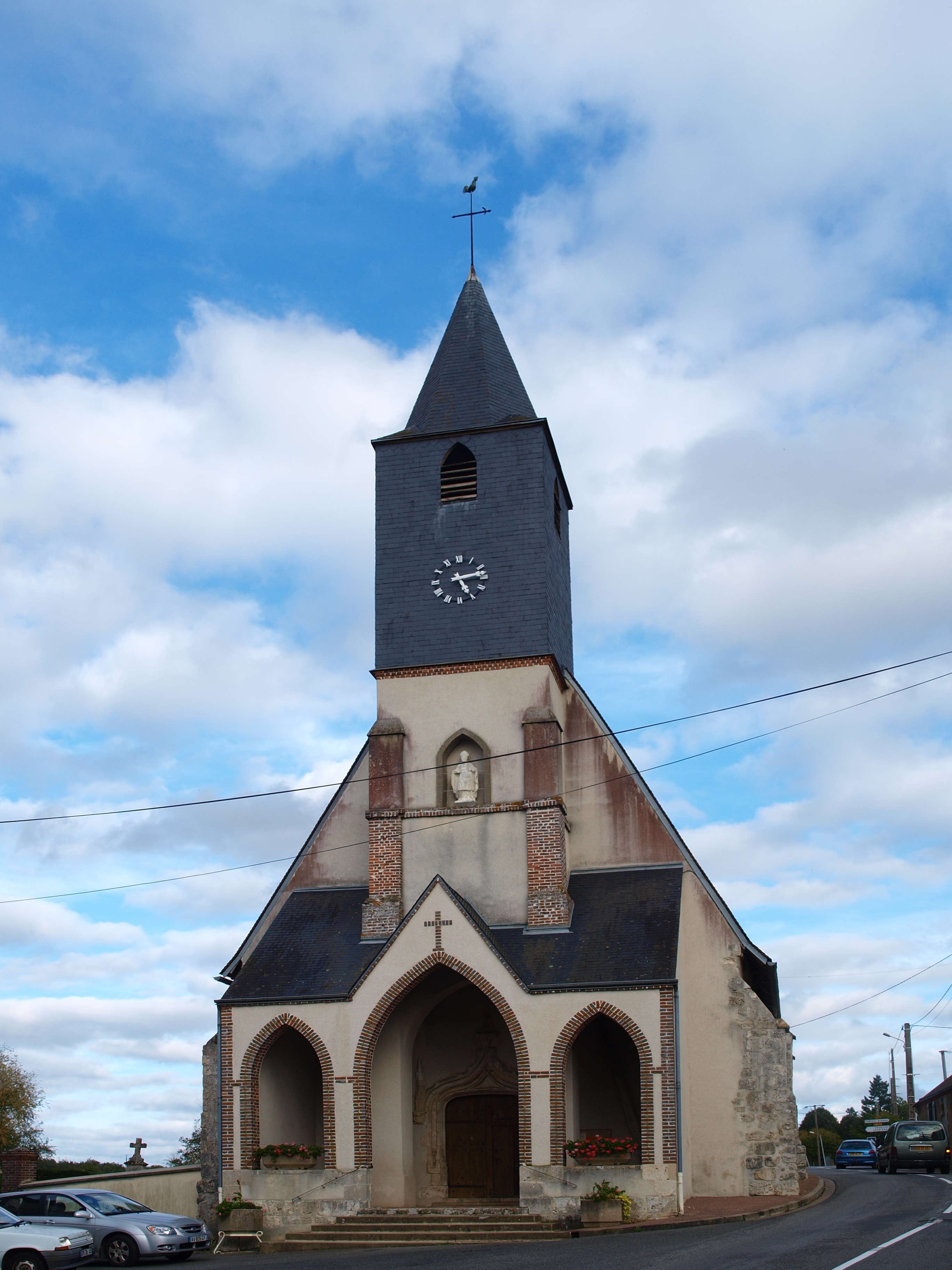
L'église.
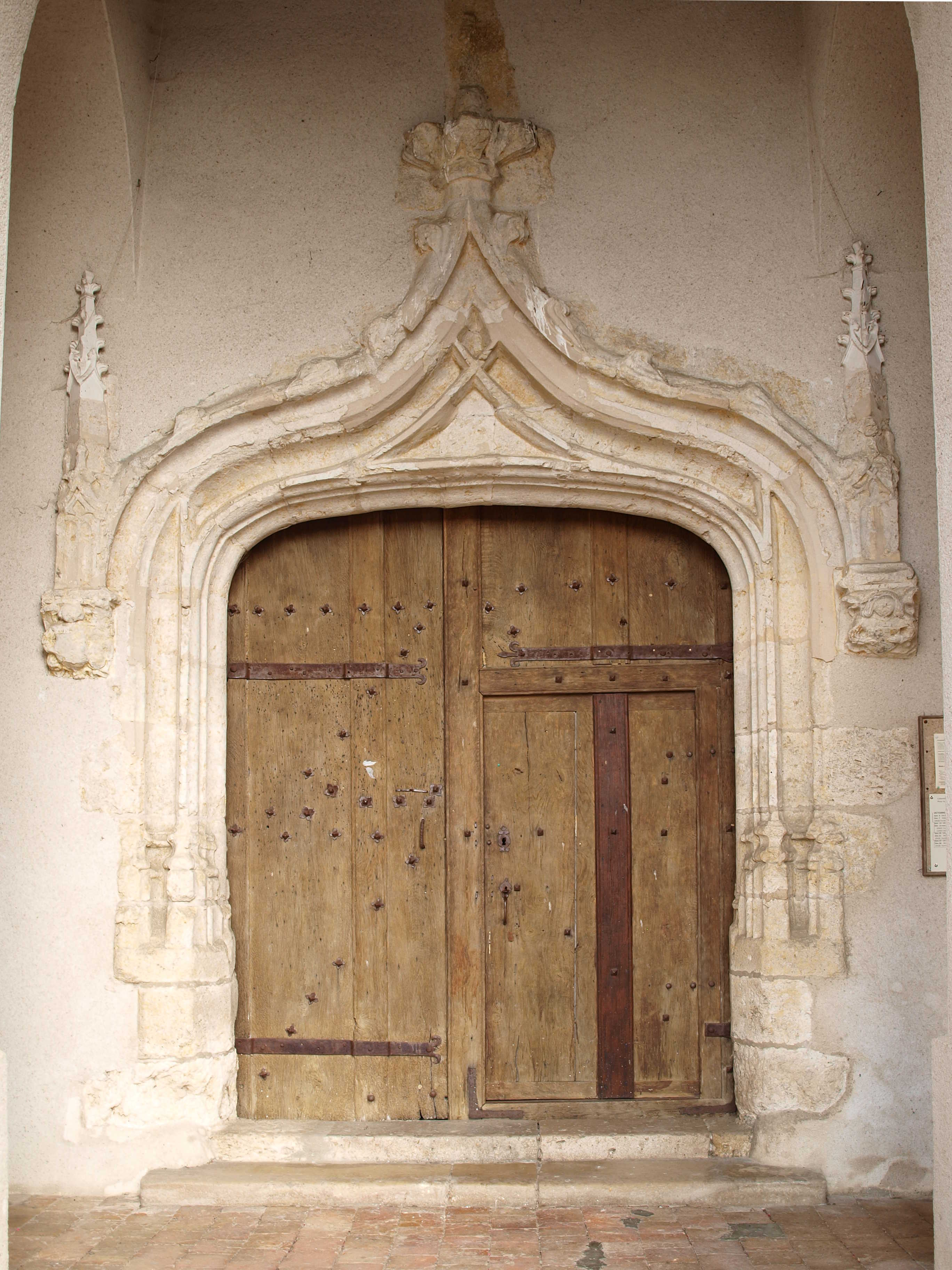
Le portail médiéval de l'église.
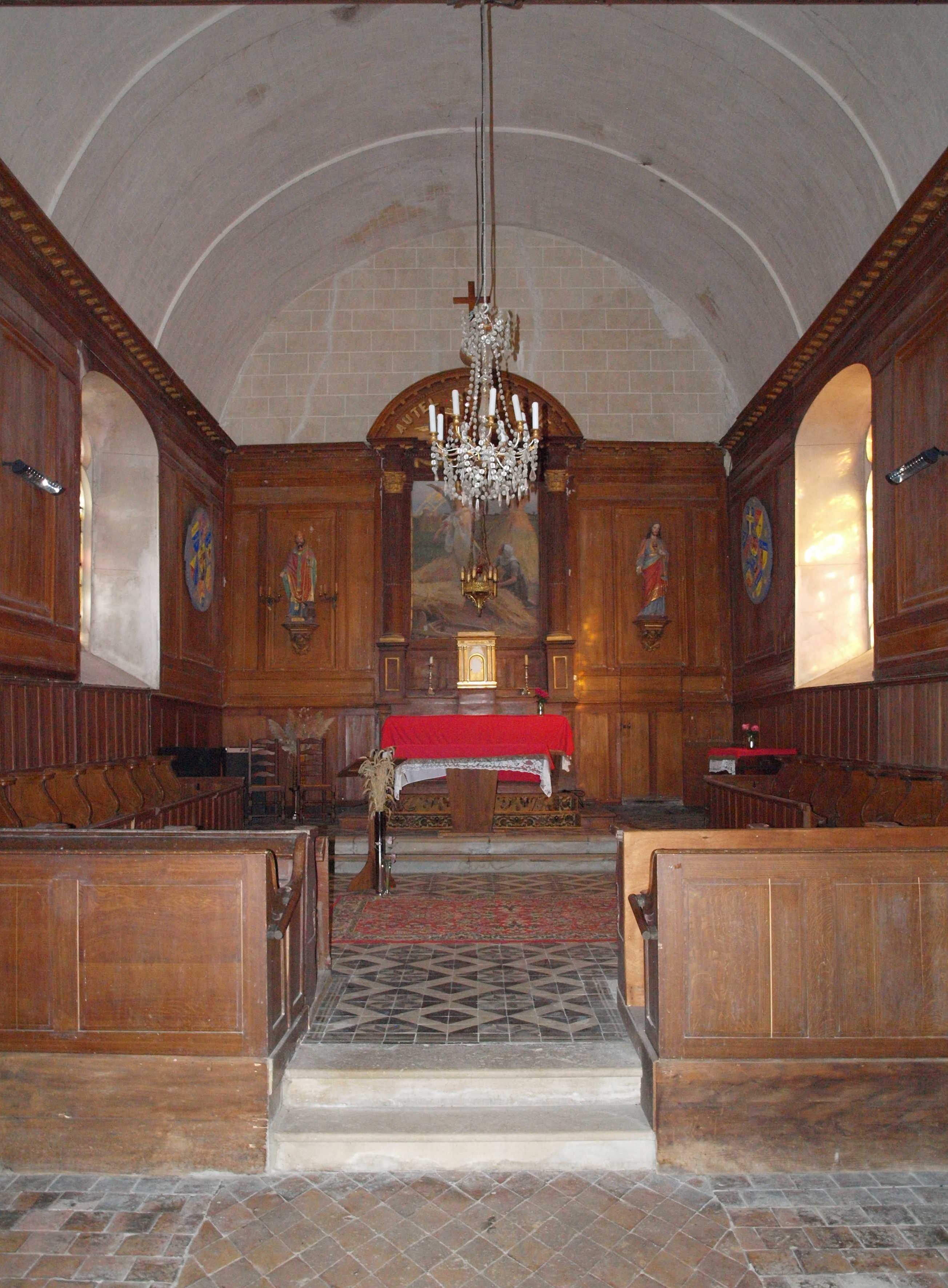
Le chœur de l'église.
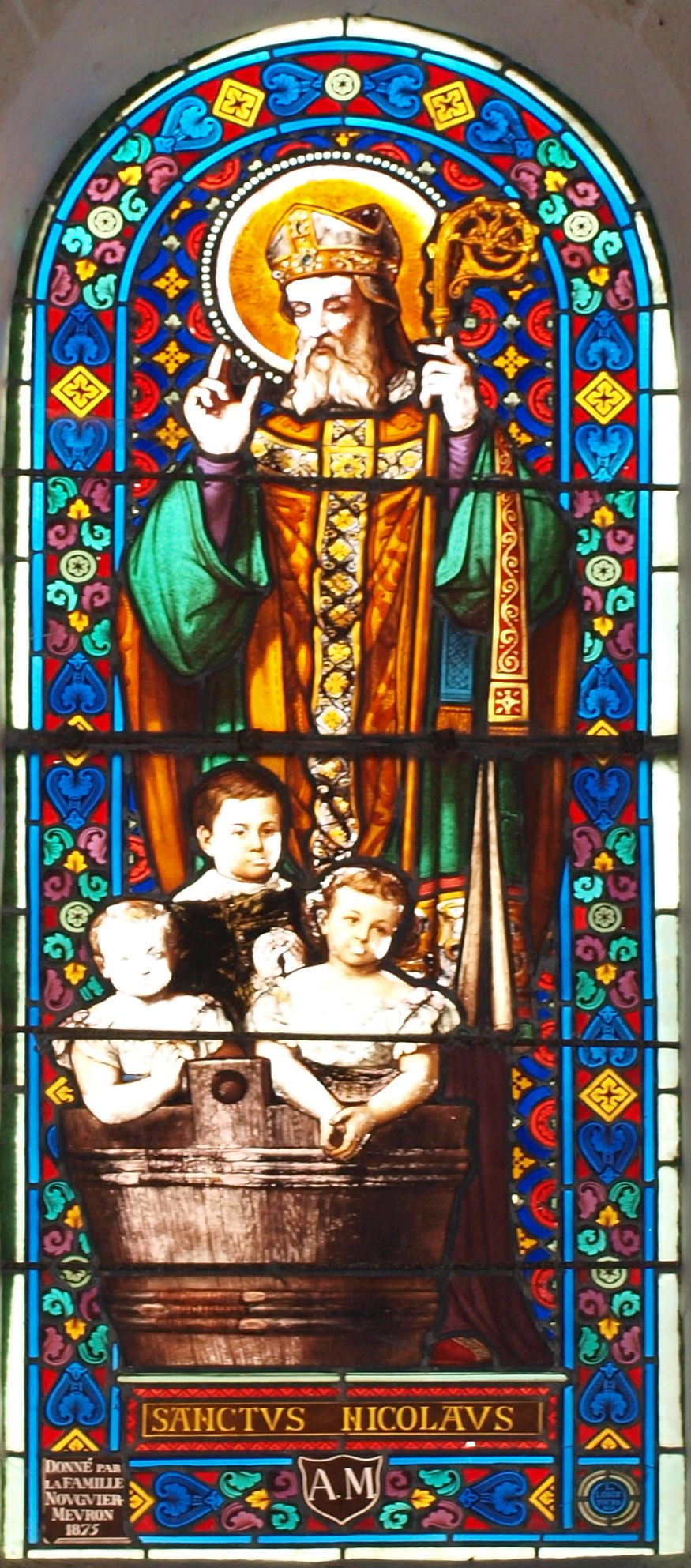
Le vitrail de saint Nicolas, dans l'église.
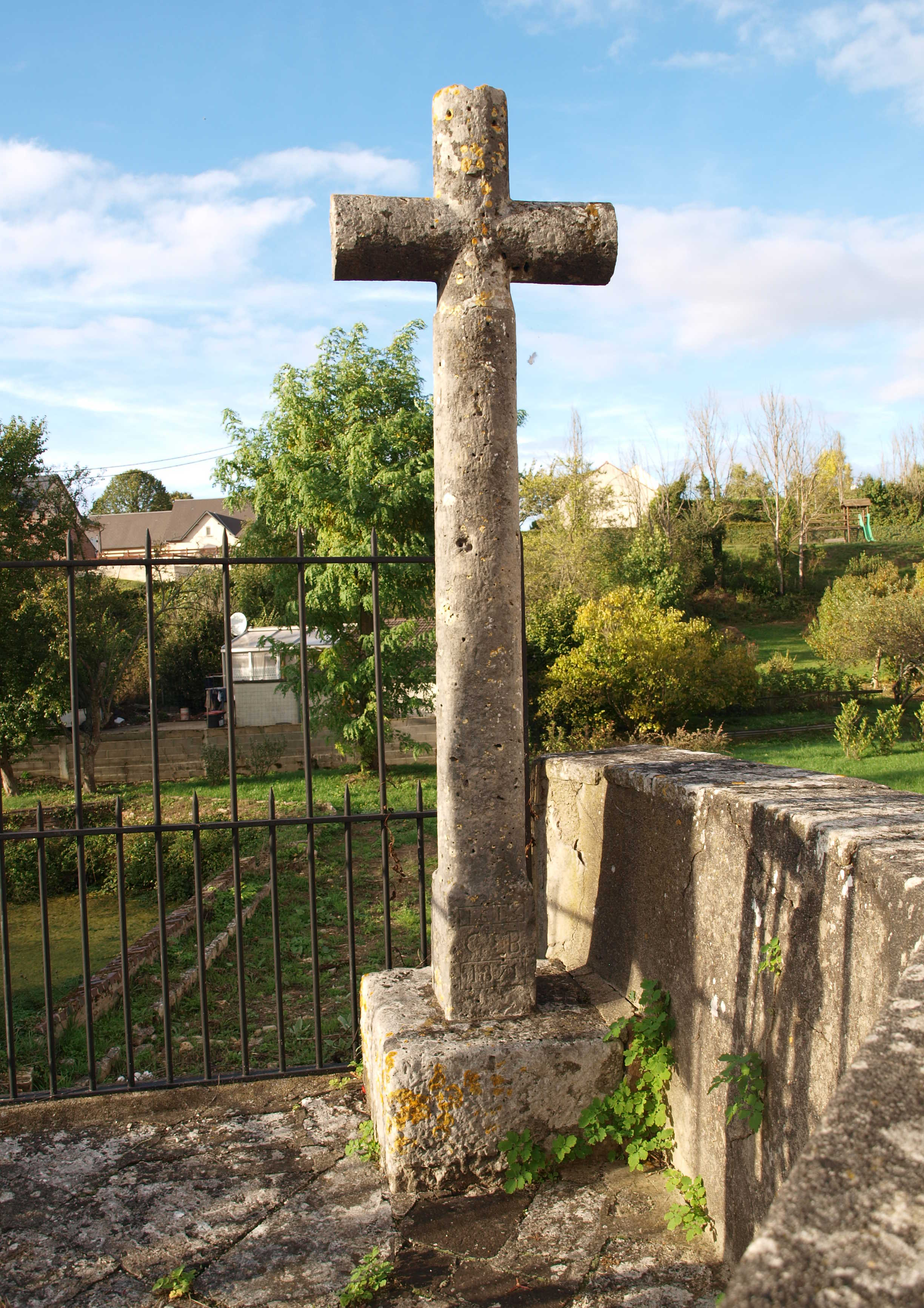
Le calvaire.

## Personnalités liées à la commune
- François-Firmin Fricot (1746-1829), politicien français, a été maire de la commune.